# Freerk Bos
 (février 2019).
Si vous disposez d'ouvrages ou d'articles de référence ou si vous connaissez des sites web de qualité traitant du thème abordé ici, merci de compléter l'article en donnant les références utiles à sa vérifiabilité et en les liant à la section « Notes et références ».
Pour les articles homonymes, voir Bos.
Freerk Bos, né le 15 décembre 1965 à Sleen,, est un acteur néerlandais.

## Filmographie

### Cinéma et téléfilms
- 1992 : Xangadix (De Johnsons) de Rudolf van den Berg : L'étudiant
- 1992 : Survival : Pillentheo
- 1992 : 12 steden, 13 ongelukken (nl) : Nico
- 1993 : De weg naar school : Le fermier
- 1993 : Coverstory (nl) : Le distributeur de courrier
- 1997 : Windkracht 10 : Frank
- 1997 : Toen was geluk heel gewoon (nl) : Le journaliste du Peuple Libre
- 1999 : Spangen (nl) : Hans Vreeswijk
- 1999 : Un gamin (Kruimeltje) : Le poster d'affiche
- 2001 : SamSam (nl) : Theo
- 2001 : Dok 12 : Co de Witte
- 2001 : Storm in mijn hoofd (nl) : Edmond, policier, Leuter
- 2001 : Frères d'armes (Band of brothers) : Le fermier néerlandais
- 2001 : Joy meal : Jack
- 2003 : Ernstige Delicten (nl) : Le spécialiste du radar
- 2004 : Missie Warmoesstraat (nl) : Bertram
- 2004 : Zes minuten : Fred
- 2005 : Meiden van De Wit (nl) : L'officier de police
- 2008 : De Club van Sinterklaas (nl) : Le professeur Kluts
- 2009 : 2012: Het jaar Nul (nl) : Le rechercheur[Quoi ?]
- 2009 : TiTa Tovenaar (nl) : Tamboermajor
- 2011 : Raveleijn (nl) : Falco Peregrinus
- 2011 : Van God Los (nl) : M. Stege
- 2012 : De ontmaagding van Eva van End (nl) : Mentor
- 2013 : Moordvrouw : Vincent Klop
- 2013 : Finn : Le pasteur
- 2015 : Penoza (nl) : Frank
- 2015-2016 : Goede tijden, slechte tijden : Joop Driessen
- 2017 : Flikken Maastricht : Hans Dorenbos
- 2018 : Klem (nl) : Le propriétaire a versé